# Teatro Lido
El Teatro Lido es una sala de teatro de Medellín, Colombia, ubicado en el costado oriental del Parque de Bolívar en el centro de la ciudad. Comenzó a funcionar en 1945 y en 2007, después de una metódica restauración fue reinaugurado, y es administrado por la Alcaldía de Medellín. Tiene capacidad para 1100 espectadores y ofrece una variada programación durante todo el año.

## Historia
El Teatro Lido nació en 1945 por iniciativa de Francisco Luis Moreno Ramírez, un pudiente hombre que junto con su familia deseó contribuir a la vida cultural de la ciudad, donando el dinero  para la edificación y la contratación del arquitecto Federico Vásquez y del escultor Marín Vieco, este último se encargó de la decoración del Teatro.
Todo el proceso de construcción tardó dos años y con un costo de dos millones de pesos, debido principalmente a que los materiales en su totalidad fueron traídos desde Estados Unidos como la escalera central que lleva al segundo piso, el mármol de pisos y baños, y un yeso acústico para recubrir los muros, ya que los revoques de cemento eran inadecuados, demasiado duros y generaban el choque de las ondas sonoras contra las paredes. En aquella época, era considerado el mejor teatro en acústica y contaba con capacidad para 1.400 personas. La familia de Francisco Luis Moreno vendió el Teatro en 1948 a Cine Colombia para su administración, por 900 mil pesos.
El teatro combinaba el espectáculo cinematográfico con la presentación de concertistas, pianistas como Claudio Arrau, chelistas como Pierre Fournier y el violinista Alberto Lysy" y hasta se presentaron El Emsemble Barraque de París y la Orquesta de Cámara de Berlín. El Teatreo era frecuentado por la alta sociedad para ver a las orquestas, artistas y el cine de talla internacional fomentado por el director de Promúsica, Hernán Gaviria. 
Los usuarios compraban boletas por abonados para luneta a treinta pesos, balcón a veinte pesos y estudiantes con carnet en el balcón a diez pesos. Los conciertos eran los martes y a veces los miércoles a las 8:30 p. m. y continuaron por dos años más, hasta que el propietario de Promúsica murió.

### El declive
El Teatro Lido era el más importante teatro de variedades en las décadas del 50 y del 60 donde vivió su época de esplendor, el cine era la ocupación central porque su administrador, Cine Colombia, se encargó de traer las películas de Federico Fellini, Michelangelo Antonioni y el cine de moda, sumado a los matinés los domingos, con boletas entre cinco y seis pesos.
Sin embargo, a inicios de los años 80 el Teatro comenzó a decaer ante nuevos espacios culturales y recreativos, desplazando al cine como una de las principales fuentes de entretenimiento en la ciudad, además, la inseguridad que se vivía en el centro y en las inmediaciones del Parque de Bolívar, condujeron a la disminución gradual de público, generando a una crisis económica. Así que solo se presentaban ocasionalmente películas y sencillas actividades culturales, hasta el cierre a mediados de los años 90.
En 1997 el Teatro es declarado como patrimonio arquitectónico de la ciudad, el Municipio respaldado por el Concejo, lo compró a la empresa Cine Colombia para convertirlo en un centro para el desarrollo de actividades artísticas y culturales. Desde entonces el teatro entró en un proceso de deterioro progresivo en sus instalaciones, con pocas actividades culturales, la presentación de pequeños grupos de teatro y películas, hasta quedar fuera de funcionamiento.
La restauración se inició en 2005 cuando la Gerencia del Centro y las secretarías de Cultura Ciudadana y Educación durante la administración de Sergio Fajardo Valderrama hicieron una inversión de 2200 millones de pesos.

### Restauración

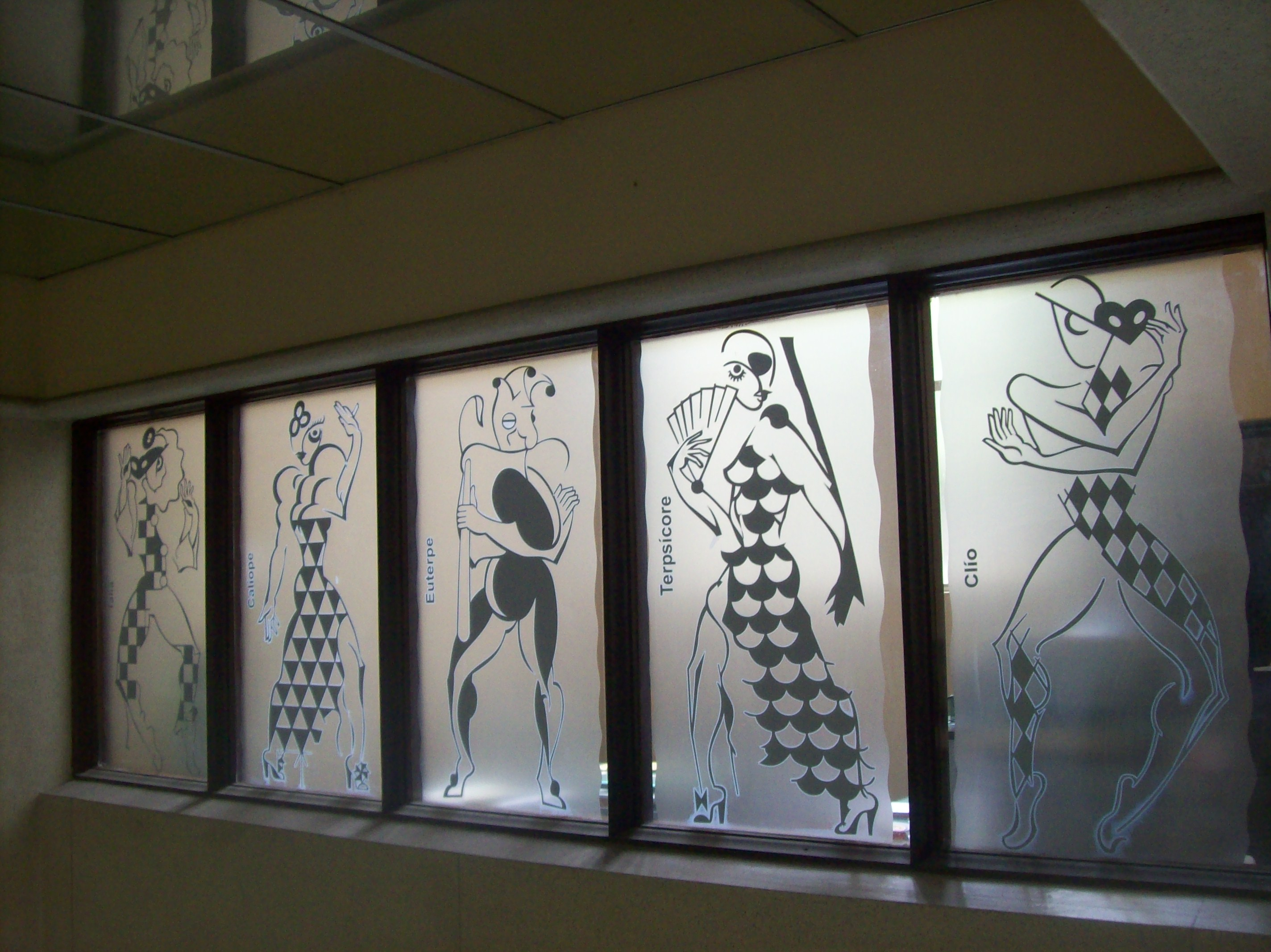
Vitrales del Teatro Lido; representación de Talía, Calíope, Euterpe, Terpsícore y Clío.

Se buscaban con las adecuaciones conservar al máximo las piezas originales del Teatro como los vitrales, los murales, la madera, los pisos y los espejos, pero era necesario dotarlo con los requerimientos técnicos y tecnológicos modernos. Por lo cual, la restauración se llevó su tiempo para la instalación de 1.100 sillas nuevas y cómodas con una disminución en la capacidad de público tras la ampliación del escenario de 10 x 8 metros, que tiene 5 metros más de fondo y 2 metros más de ancho, para espectáculos de mediano formato con ocho parejas de baile y una orquesta.
Además, se realizaron adecuaciones en el techo para prevenir problemas en invierno, se modernizó la red antiincendios y el aire acondicionado, se tuvo cuidado en la pintura de los frescos y paredes, se remodelaron el piso y los baños y se invirtió en equipos de audio, video y telones electrónicos.
El Ballet Folclórico de Antioquia ganó la convocatoria pública para administrar el Teatro en comodato desde diciembre de 2007, función que asumió desde la restauración del teatro. Finalmente, el 21 de diciembre del mismo año, el Teatro Lido restaurado y remodelado, que conserva la arquitectura original de 1945, fue reinaugurado. A dicho evento asistieron las autoridades municipales e invitados relacionados con el arte y la cultura, pero también la ciudadanía. Con esta infraestructura el Teatro Lido es un espacio para grupos corales, recitales de poesía, conciertos, grupos de cámara, obras de teatro, programas de narración oral y cine foros.